# Telewizja

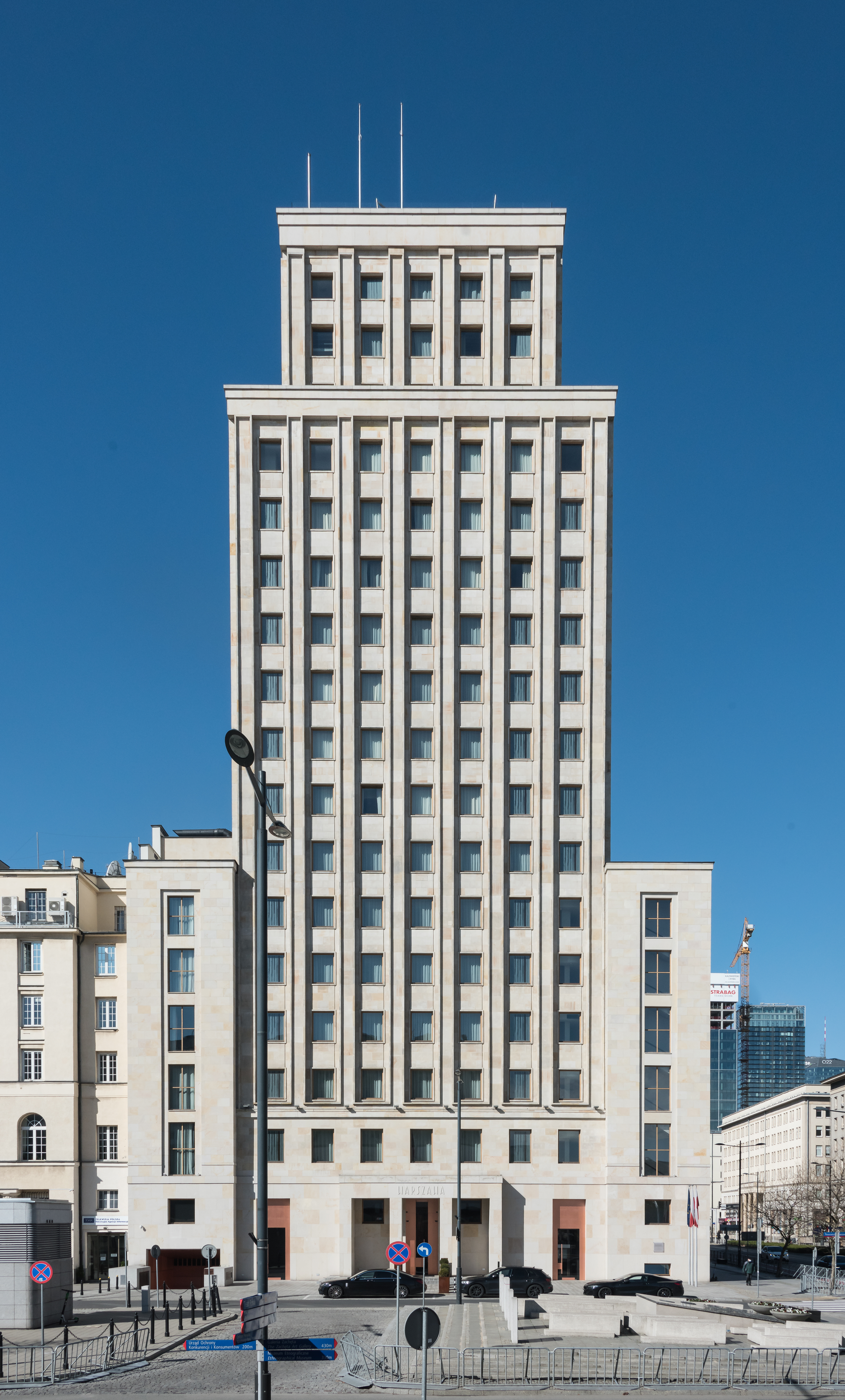
Hotel Warszawa w Warszawie (dawniej „Prudential”) – miejsce nadawania sygnału telewizyjnego Telewizji Polskiej od 1937

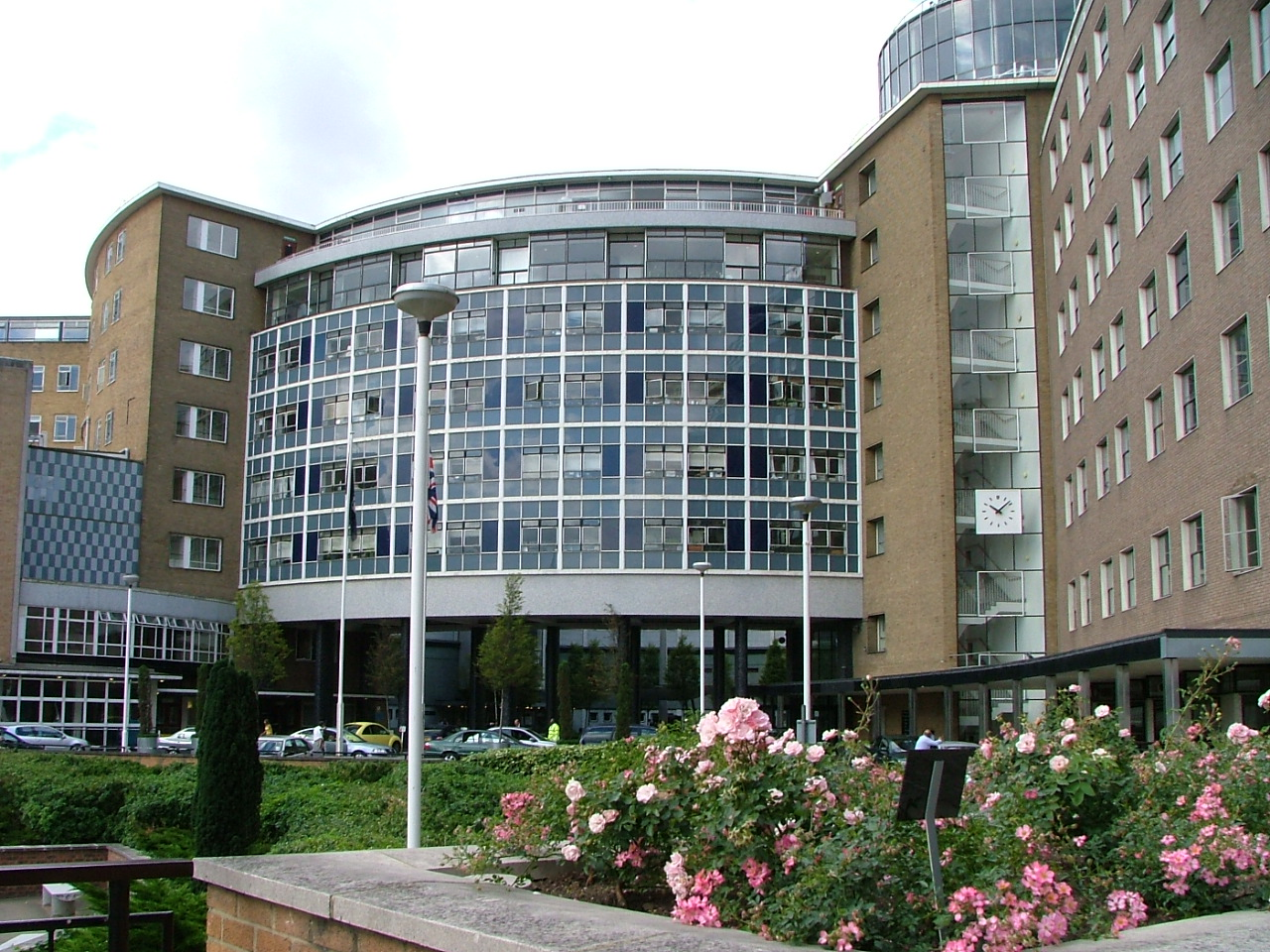
Centrum Telewizyjne BBC w Londynie

Telewizja (TV) – dziedzina telekomunikacji przekazująca ruchomy obraz oraz dźwięk na odległość. W jednym miejscu za pomocą kamery telewizyjnej i mikrofonu rejestruje się sygnał, który następnie jest transmitowany do dowolnego miejsca w zasięgu transmisji. Sygnał odbierany jest przez odbiornik telewizyjny i przetwarzany na obraz oraz dźwięk.

## Technika
Telewizja polega na przetworzeniu obrazu i dźwięku na sygnał elektroniczny i przesłaniu go za pomocą fal radiowych. Dziedzina zajmująca się rejestracją nagrań telewizyjnych to wideo. Telewizję wprowadzono do powszechnego użytku po II wojnie światowej i ze względu na prymitywną elektronikę (brak tranzystorów i układów scalonych) stosowano wtedy najprostsze metody. Obraz był kodowany analogowo za pomocą modulacji jednowstęgowej, początkowo bez kolorów, a dźwięk w modulacji częstotliwości, monofonicznie, w sposób znany z radia FM (większość telewizorów mogła odbierać radio a nawet podsłuchiwać telefony NMT). Źródłem obrazu była kamera telewizyjna działająca na zasadzie skanowania linii ułożonych poziomo, na warstwie materiału światłoczułego w lampie analizującej. Początkowo obraz nadawano głównie na żywo a do zapisu nagrań służyło telekino, używające taśmy filmowej. Przełomowym wynalazkiem był magnetowid, który zapewniał lepszą jakość obrazu. Nagrywał on obraz na taśmie magnetycznej dzięki sztuczce zapewniającej odpowiednio szerokie pasmo przenoszenia. Każdy półobraz nagrywano wirującą głowicą na oddzielnej, ukośnej ścieżce, dzięki czemu głowica mogła poruszać się bardzo szybko względem taśmy. Magnetowidy, będąc w latach 70. XX wieku jedynymi urządzeniami nagrywającymi szerokie pasmo (kilka MHz), odegrały potem ważną rolę w rozwoju innego wynalazku, płyty kompaktowej, nagrywając zamiast obrazu dźwięk cyfrowy.
Urządzeniami do odbioru telewizji są telewizory, które dawniej działały jak odwrócona stacja telewizyjna: demodulowały sygnał radiowy i skanowały poziome linie na luminoforze lampy kineskopowej, bombardując go elektronami w ilości proporcjonalnej do poziomu sygnału i wytwarzając zmiany światła odpowiadające obrazowi ze studia telewizyjnego. Tak działająca telewizja bardzo różniła się od filmu, mając w zasadzie jedną cechę wspólną: obie techniki wykorzystują określoną częstotliwość klatek, żeby zapisać animację. Telewizja, ze względów zdrowotnych (migotanie obrazu), stosuje większą częstotliwość ramki dzięki następnej sztuczce: kolejne klatki są przeplatane, tak że poszczególne linie z dwóch kolejnych klatek obrazu są rysowane na zmianę. Widz widzi (w telewizji PAL) 50 „obrazów” na sekundę składających się z 576 linii, chociaż nadawana jest tylko połowa danych. Kolejne sztuczki zostały potem zastosowane w kolorze. Był on nadawany na podnośnej wewnątrz normalnego pasma obrazu, jako sygnał różnicowy koloru czerwonego lub niebieskiego, albo obu zależnie od systemu kodowania koloru (trzy systemy NTSC, PAL i SECAM różniły się detalami takimi jak sposób modulacji czy obecność linii opóźniającej). Wszystko to wskazuje, jak genialnym wynalazkiem w swojej prostocie i dostosowaniu do trudnych czasów rozwoju techniki, była telewizja.
Po rozwinięciu techniki cyfrowej najpierw zastosowano w telewizji cyfrowy dźwięk (NICAM, 10 bit ADPCM, 32 kHz), a po opracowaniu wydajnych technik cyfrowego wideo (MPEG) zastąpiono analogową telewizję multipleksami cyfrowymi, w których jeden kanał telewizyjny może przenosić wiele stacji naraz. Jednocześnie popularność telewizji zaczęła spadać (w drugiej dekadzie XXI wieku odnotowano w Polsce 700 000 domów bez telewizora) z powodu rozpowszechnienia multimediów.
Telewizor analogowy był urządzeniem zdolnym wyświetlić 288 linii (w systemie PAL/SECAM) i 50 Hz, z przeplotem dającym efekt dwukrotnie większej rozdzielczości, ale pogarszającym jakość. Przy pasmie sygnału 5 MHz, maksymalna rozdzielczość w poziomie wynosiła około 500 pikseli – w praktyce mniej ze względu na zakłócenia pochodzące od kolorów oraz tzw. „overscan”, czyli zjawisko wyjeżdżania obrazu poza obszar ekranu, spowodowane m.in. kształtem kineskopów, które nie były idealnie prostokątne. Taki obraz nie nadawał się do komputerów, które do wygodnej pracy wymagają wyświetlenia całej linii tekstu, czyli zgodnie z regułami składu publikacji co najmniej 60 znaków. Komputery osobiste z lat 80. wyświetlały 80 znaków, ale na specjalnych monitorach, które były droższe od telewizorów. Obraz był monochromatyczny, a komputer wydzielał prymitywne dźwięki, co dyskwalifikowało go w dziedzinie rozrywki. Dlatego w domach stosowano inne komputery, które oferowały już w latach 80. ładny dźwięk i kolor, czyli namiastkę multimediów, ale na telewizorze – czyli nie nadawały się do pracy. Pewien postęp w tej dziedzinie oferowały komputery Amiga (na których można było tworzyć muzykę, animacje i grafikę, czyli multimedia) oraz późniejsze modele Apple. Granice między filmem, telewizją a komputerami udało się zatrzeć dopiero po wprowadzeniu techniki cyfrowej i HDTV na początku XXI wieku.

## Historia

### Na świecie
Pierwsza transmisja telewizyjna odbyła się w 1926 roku w Londynie. Była to transmisja twarzy 40 naukowców z Royal Institution. W dniu 3 lipca 1928 roku w Londynie odbyła się transmisja telewizyjna w kolorze. Twórcą obu wynalazków był John Logie Baird. Prawdziwą popularność telewizja uzyskała po II wojnie światowej. Według danych szwajcarskiego departamentu poczty w 1960 r. było na świecie zarejestrowanych ok. 86 mln odbiorników telewizyjnych. W 1989 roku w Japonii uruchomiono pierwszą na świecie telewizję wysokiej rozdzielczości (HDTV) pod nazwami MUSE oraz Hi-Vision.

## Kryteria typologii telewizji
Istnieją różne kryteria typologii telewizji. Do najczęściej wskazywanych można zaliczyć podział telewizji:
- ze względu na charakter własności:
  - telewizja publiczna
  - telewizja komercyjna
- ze względu na obszar działania:
  - telewizja lokalna
  - telewizja regionalna
  - telewizja ponadregionalna
  - telewizja ogólnokrajowa
  - telewizja międzynarodowa
- ze względu na charakter emitowanych treści:
  - telewizja uniwersalna (ogólna)
  - telewizja tematyczna
- ze względu na sposób emisji:
  - telewizja naziemna
  - telewizja satelitarna
  - telewizja kablowa
  - telewizja IP (IPTV)
  - telewizja mobilna
  - telewizja internetowa
- ze względu na odpłatność:
  - telewizja bezpłatna (Free TV)
  - telewizja płatna (Pay TV)
- ze względu na sygnał emisji:
  - telewizja free-to-air (nieszyfrowana, niekodowana)
  - telewizja szyfrowana (kodowana)
- ze względu na odpłatność i sygnał emisji:
  - telewizja free-to-view (szyfrowana bezpłatna)
  - telewizja pay-per-view (szyfrowana płatna)
- ze względu na odbiór ruchomych obrazów:
  - telewizja monochromatyczna (czarno-biała)
  - telewizja kolorowa
- ze względu na metodę emisji:
  - telewizja analogowa
  - telewizja cyfrowa
- ze względu na rozdzielczość obrazu:
  - telewizja LDTV
  - telewizja SDTV
  - telewizja EDTV
  - telewizja HDTV
  - telewizja Ultra HDTV
  - telewizja 4K
- ze względu na technikę wyświetlania obrazu:
  - telewizja 2D (dwuwymiarowa)
  - telewizja 3D (trójwymiarowa, stereoskopowa)
- ze względu na udział odbiorcy:
  - telewizja bez aktywnego udziału odbiorcy
  - telewizja interaktywna
  - telewizja hybrydowa (inteligentna, 3G, Connected TV, Smart TV)
- ze względu na kanały dystrybucji:
  - telewizja linearna (tradycyjna)
  - telewizja over-the-top
- ze względu na system odbiorczy:
  - telewizja otwarta
  - telewizja przemysłowa

## Telewizje publiczne
Wybrane telewizje publiczne:

- RÚV – Islandia
- BBC – Wielka Brytania
- PBS – Stany Zjednoczone
- TVE – Hiszpania
- ARD/ZDF – Niemcy
- TVP – Polska
- RTR – Rosja
- LRT (LTV) – Litwa
- ČT – Czechy
- STVR – Słowacja
- SVT – Szwecja
- RTP – Portugalia
- ORF – Austria
- TVR – Rumunia
- RTVSlo – Słowenia
- RTSh – Albania
- China Central Television – Chiny
- NHK – Japonia
- France Télévisions – Francja
- RAI – Włochy
- SRG SSR idée suisse – Szwajcaria
- Magyar Televízió – Węgry
- Danmarks Radio – Dania
- İctimai TV – Azerbejdżan

## Telewizje międzynarodowe
Za telewizję międzynarodową uznaje się taką, która na mocy odpowiednich koncesji nadaje program na terytorium wielu państw. Telewizja międzynarodowa nadaje jednorodny program, dostępny jednocześnie we wszystkich krajach, które znajdują się w zasięgu jej odbioru. Najczęściej językiem podstawowym jest język angielski np. w stacjach takich jak BBC czy CNN. Jednak wiele telewizji międzynarodowych nadaje swój program nawet w kilkunastu językach narodowych. Na przykład stworzona we Francji stacja Eurosport – to nadawany w 20 językach ogólnoeuropejski kanał sportowy, docierający do ponad 200 milionów widzów w 59 państwach Europy i Afryki Północnej. Stacje tego typu posiadają swoje ośrodki w różnych krajach i na kontynentach. Na przykład główna siedziba CNN znajduje się w Atlancie, ale stacja ma również ośrodki w Nowym Jorku, Londynie, Hongkongu oraz wielu innych miastach. Z kolei Al Jazeera English (pierwsza globalna angielskojęzyczna telewizja z Bliskiego Wschodu) nadaje rotacyjnie z czterech centrów zlokalizowanych w: Kuala Lumpur, Doha, Londynie i Waszyngtonie w zależności od pory dnia. Program telewizji międzynarodowej ma charakter ponadlokalny, uniwersalny, mogący zainteresować widzów mieszkających w różnych krajach i kulturach. Do najbardziej znanych telewizji międzynarodowych należą: BBC News, CNN, Al Jazeera, National Geographic, Disney International Television, Fashion TV, Eurosport, ESPN Classic.

## Krytyka
W związku z rosnącą rolą telewizji w życiu współczesnych rodzin i społeczeństwa coraz więcej ustawodawców, naukowców i rodziców sprzeciwia się bezkrytycznej akceptacji telewizji jako środka masowego przekazu. Narodowy Instytut Mediów i Rodziny (organizacja pozarządowa w USA) wskazuje, że amerykańskie dzieci oglądają telewizję średnio 15 godzin w tygodniu, co negatywnie wpływa na ich edukację i dorastanie. W 1991 rząd Szwecji wprowadził całkowity zakaz emitowania reklam skierowanych do dzieci poniżej 12. roku życia.
Badania w Nowej Zelandii obejmujące 1000 osób (dzieci i młodzież do 26. roku życia) dowiodły, że „oglądanie telewizji w dzieciństwie i okresie dojrzewania wiąże się ze słabymi osiągnięciami edukacyjnymi w okresie do 26. roku życia”. Innymi słowy, im więcej dziecko ogląda telewizję, tym mniej prawdopodobne jest, że ukończy szkołę i podejmie studia.
W Islandii czas nadawania telewizji był ograniczony do 1984 – w tym okresie żadne programy nie były emitowane w czwartki lub podczas całego lipca.
Krytycy telewizji wskazują na jej wybiórczość, brak rzeczywistego pluralizmu idei (wynikający z wysokich kosztów, jakie trzeba ponieść, by założyć i prowadzić stację), schlebianie niskim gustom, niszczenie asertywności i oddziaływanie na zanik więzi społecznych. Zachęcają do ograniczenia oglądania telewizji i uświadamiają wpływ, jaki ma (m.in. w postaci reklam) na społeczeństwo, zwłaszcza na dzieci.
Ośrodek Badania Opinii Publicznej doniósł w 1999 r., że 49% polskich dzieci ma telewizor w pokoju w którym się uczy, 37% tam gdzie śpi, a 14% tam gdzie spożywa posiłki.
W Dziennikach pisarki Marii Dąbrowskiej można znaleźć interesujące uwagi dotyczące jej stosunku do telewizji. Pod datą 22 sierpnia 1956 środa zanotowała: „Anna przywiozła mi bukiet cudownych róż [...] Otrzymawszy honorarium za drugi tom Wójta wolborskiego kupiła telewizor. Mnie ta wiadomość czegoś spiorunowała. Nie tak dlatego, że to chyba ostatnia rzecz, którą pragnęłabym mieć w domu; ale zrobiło mi się jakoś przykro za Annę, że gdy zarobi więcej pieniędzy, nigdy nie przyjdzie jej do głowy, aby to włożyć w utrzymanie domu i mnie w tym ulżyć [...]”. 
Zaś pod datą 3 września 1956 Poniedziałek Maria Dąbrowska w swych Dziennikach zapisała: „Dla Anny i Tulci ten telewizor to takie szczęście, że muszę się do tego przyzwyczaić, choćby dla świętego spokoju w domu. A może sama w tym zagustuję i będę się rwała, żeby oglądać te obrazki (choć już w dzieciństwie nie lubiłam tzw. »magicznej latarni«)”.